# Armata a 8-a Britanică
Armata a 8-a a fost o armată a Armatei Britanice în timpul celui de-Al Doilea Război Mondial. A fost formată ca Armata de Vest la 10 septembrie 1941, în Egipt, înainte de a fi redenumită Armata Nilului și apoi Armata a 8-a la 26 septembrie. A fost creată pentru a controla mai bine forțele aliate în creștere cu sediul în Egipt și pentru a le direcționa eforturile de a ridica asediul Tobrukului prin Operațiunea Crusader (18 noiembrie – 30 decembrie 1941).

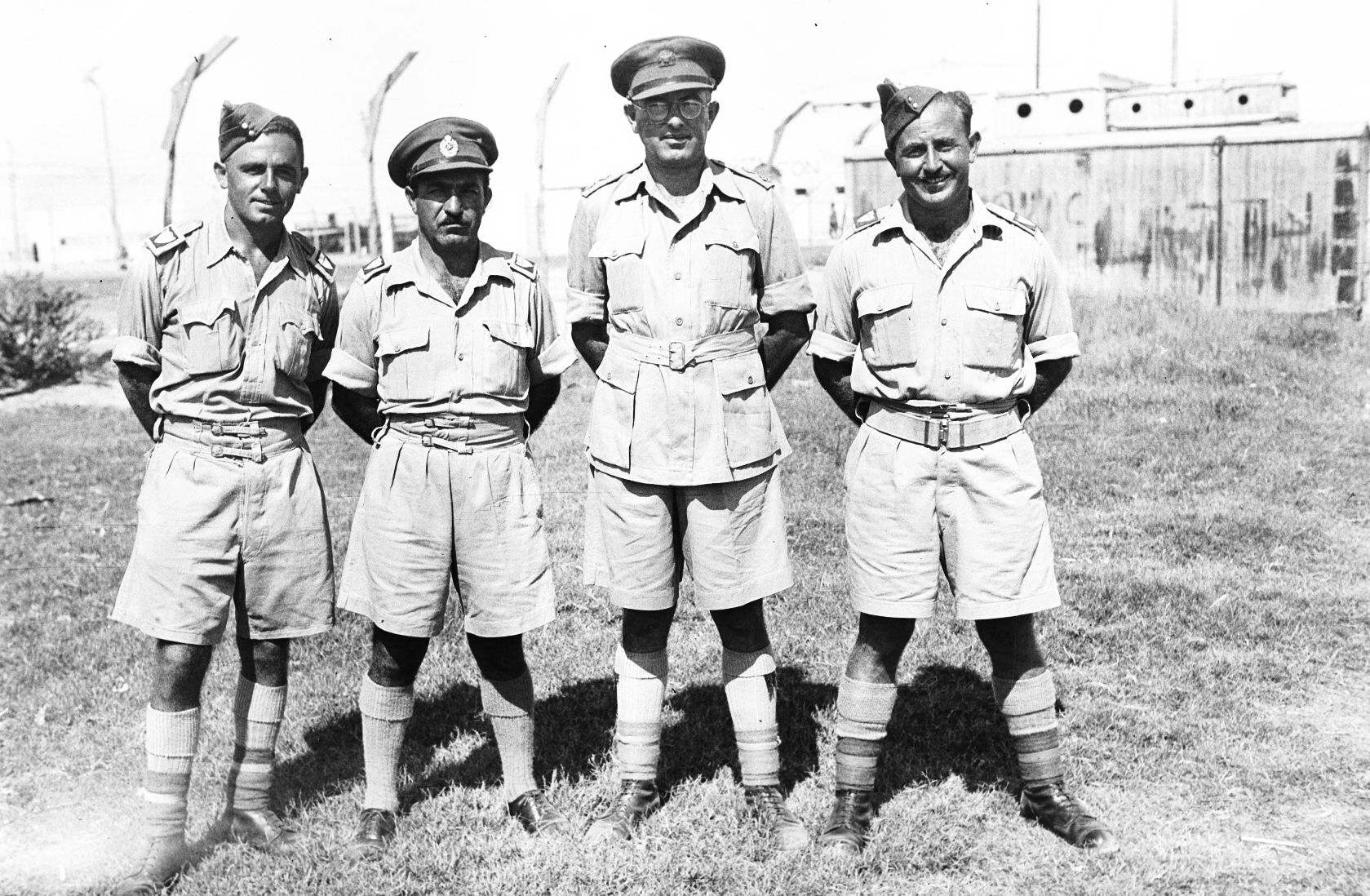

Mai târziu, a condus forțele aliate prin angajamentele rămase din Campania Deșertului de Vest (Războiul din Deșert), a supravegheat o parte a efortului aliaților în timpul Campaniei din Tunisia și, în cele din urmă, a condus trupele pe toată durata Campaniei din Italia. În 1943, a făcut parte din Grupul 18 de Armate înainte de a fi repartizată în Grupul 15 de Armate (mai târziu, Armatele Aliate din Italia, AAI).
Pe parcursul campaniilor sale, a fost o forță multinațională și unitățile sale au venit din Australia, India Britanică, Canada, Cehoslovacia, Cipru, Forțele Franceze Libere, Grecia, Newfoundland, Noua Zeelandă, Polonia, Rhodesia, Africa de Sud, Mauritius, precum și din Regatul Unit. Formațiunile semnificative pe care le controla armata includeau Corpurile V, X, XIII și XXX Britanice, precum și Corpul I Canadian și Corpul II Polonez.